# ライアン・タトゥスコ
ライアン・P・タトゥスコ（Ryan P. Tatusko, 1985年3月27日 - ）は、アメリカ合衆国・インディアナ州メリルビル出身の元プロ野球選手（投手）。右投右打。

## 経歴

### プロ入りとレンジャーズ傘下時代
2007年のMLBドラフトでテキサス・レンジャーズから18巡目（全体560位）で指名され入団。契約後はA-級スポケーン・インディアンスに所属。16試合（うち先発13試合）に登板し、3勝7敗、防御率4.13の成績を残した。
2008年はA級クリントン・ランバーキングスで32試合（うち先発16試合）に登板し、3勝11敗1セーブ、防御率4.46の成績を残した。
2009年はA+級ベイカーズフィールド・ブレイズで29試合（うち先発16試合）に登板し、7勝6敗、防御率4.64の成績を残した。
2010年はAA級フリスコ・ラフライダーズに所属し、後述の移籍まで24試合（うち先発13試合）に登板し、9勝2敗、防御率2.97の好成績を挙げていた。

### ナショナルズ傘下時代
2010年7月31日に、クリスチャン・グーズマンとの交換でタナー・ロアークとともにワシントン・ナショナルズに移籍した。移籍後はAA級ハリスバーグ・セネターズに所属。6試合（全て先発）に登板し、3勝1敗、防御率1.72の成績を残した。
2011年はAAA級シラキュース・チーフスで3勝4敗、2012年はAA級ハリスバーグで4勝5敗1セーブ、2013年はAAA級シラキュースで5勝8敗の成績を残したが、メジャー昇格の機会はなかった。2013年オフの11月4日にFAとなった。
2014年1月6日にワシントン・ナショナルズと再契約を結んだ。この年は後述の移籍までAAA級シラキュースで14試合に登板し、5勝5敗、防御率2.85の成績を残していた。

### 韓国・ハンファ時代
2014年6月19日に、不振により退団したキャレブ・クレイの代役として、KBOのハンファ・イーグルスと契約を結んだ。ハンファでは2勝を挙げるにとどまり、オフの11月25日に退団。この年限りで現役を引退した。

## 詳細情報

### 年度別投手成績
| 年 度    | 球 団    | 登 板 | 先 発 | 完 投 | 完 封 | 無 四 球 | 勝 利 | 敗 戦 | セ 丨 ブ | ホ 丨 ル ド | 勝 率 | 打 者 | 投 球 回 | 被 安 打 | 被 本 塁 打 | 与 四 球 | 敬 遠 | 与 死 球 | 奪 三 振 | 暴 投 | ボ 丨 ク | 失 点 | 自 責 点 | 防 御 率 | W H I P |
| -------- | -------- | ----- | ----- | ----- | ----- | -------- | ----- | ----- | -------- | ----------- | ----- | ----- | -------- | -------- | ----------- | -------- | ----- | -------- | -------- | ----- | -------- | ----- | -------- | -------- | ------- |
| 2014     | ハンファ | 14    | 12    | 1     | 0     | 0        | 2     | 6     | 0        | 0           | .250  | 299   | 63.2     | 64       | 7           | 45       | 0     | 6        | 49       | 10    | 0        | 51    | 50       | 7.07     | 1.71    |
| KBO：1年 | KBO：1年 | 14    | 12    | 1     | 0     | 0        | 2     | 6     | 0        | 0           | .250  | 299   | 63.2     | 64       | 7           | 45       | 0     | 6        | 49       | 10    | 0        | 51    | 50       | 7.07     | 1.71    |

### 背番号
- 61 （2014年）